# 야마구치촌 (효고현 아리마군)
야마구치촌(山口村)은 효고현 아리마군에 설치되었던 촌이다. 현재의 니시노미야시에 해당한다.

## 역사
- 1889년 4월 1일 - 정촌제 시행에 의해 아리마군 야마구치촌이 성립하였다.
- 1951년 4월 1일 - 시오세촌과 함께 니시노미야시에 편입되어 야마구치촌의 오아자는 야마구치정으로 계승되어, 니시노미야시의 오아자가 되었다.

## 참고문헌
- 「角川日本地名大辞典」編纂委員会 編『角川日本地名大辞典 28 兵庫県』角川書店、1988年。ISBN 4-04-001280-1。
- 山口村誌編纂委員会 編『山口村誌』西宮市役所、1973年。全国書誌番号:73004118。